# Чиновница (телесериал)
«Чиновница» — российский 8-серийный сериал, «антикоррупционная мелодрама», 2021 года режиссёра Оксаны Карас.
Премьера состоялась 5 ноября 2021 года на российском онлайн-кинотеатре «Kion», возрастной рейтинг «18+».

## Сюжет
Арина Алферова — начальник финансово-экономического отдела в Минздраве одного из многочисленных провинциальных регионов. Её жизнь довольно благополучна, да и просто шикарна по провинциальным меркам: хорошая квартира в центре города, престижная иномарка, косметологи, каждое утро укладка, шопинг-поездки в Москву и за границу, украшения, дизайнерские туфли.
Контроль за бюджетными деньгами, выделяемыми на медикаменты создаёт возможности для получения средств: схема примитивна — все тендеры на закупки выигрывает чаще всего одна конкретная фармакологическая компания, руководитель которой — любовник Арины Алферовой. Она даже не задумывается, что за её подписями на договорах стоят чьи-то жизни, какими последствиями для обычных людей, для их здоровья это может обернуться.
Однажды взамен импортных лекарств, доступных семье чиновницы, её мать покупает местные таблетки, поддельные, и умирает… и в сознании чиновницы происходит переворот… Она решает изнутри разрушить систему откатов на госзакупках, наказав всех — от клерков до министра.

## В ролях
В главных ролях:
- Виктория Толстоганова — Арина Алферова
- Артём Быстров — Андрей
- Алексей Агранович — Цалов
- Полина Кутепова — Вероника
- Максим Виторган — Павел

В остальных ролях:
- Яна Гладких — Люба
- Лаура Пицхелаури — Яна
- Сергей Волков — Дима
- Варвара Владимирова — министр
- Камиль Тукаев — Богданов
- Виталий Коваленко — Журов
- Семён Серзин — Гоша
- Дмитрий Изместьев — Фёдор
- Ева Смирнова — Даша
- Галина Бокашевская — Нина
- Елена Руфанова — директор детдома
- Денис Пьянов — следователь

## Место съёмок
В фильме создан образ условного рядового провинциального города — вымышленный город Порт-Новопетровск, съемки проходили в окрестностях Санкт-Петербурга, а также в Выборге и Кронштадте.

## Рецензии
- Валерий Кичин — Режиссер в сериале «Чиновница» напоминает о соблазнах на пути к взятке // Российская газета — Федеральный выпуск № 256(8607), 10 ноября 2021
- Сергей Ефимов — Обзор на сериал Чиновница: Тут взяточница испортилась // Комсомольская правда, 5 ноября 2021
- Чиновниа и ее таблетки. Да еще от чего! // Эксперт, 5 ноября 2021
- Почему стоит посмотреть актуальный сериал «Чиновница» // Телемагазин, 4 ноября 2021
- Павел Соломатин — Рецензия на сериал «Чиновница»: Личные проблемы сотрудников Минздрава // InterMedia, 5 ноября 2021
- Олег «Апельсин» Бочаров — Российский сериал «Чиновница» удивил нас дважды // Maxim, 5 ноября 2021